# Barbarazweig

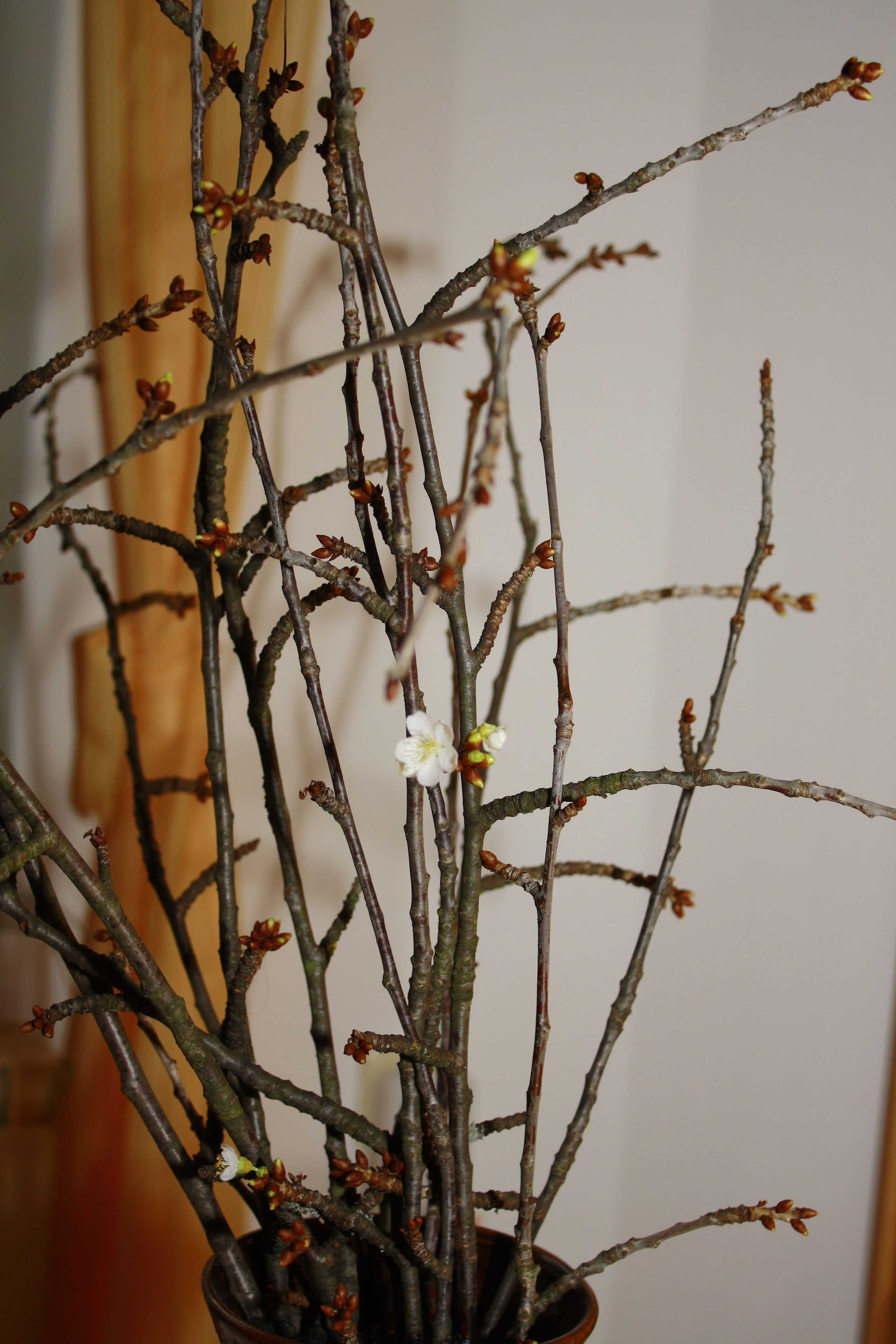
Barbarazweige am Heiligen Abend

Barbarazweige sind Zweige von Obstbäumen, die nach einem alten Brauch am 4. Dezember, dem liturgischen Gedenktag der hl. Barbara in der römisch-katholischen und der griechisch-orthodoxen Kirche (Barbaratag), geschnitten und in einer Vase in der Wohnung aufgestellt werden. Je nach Gegend und Brauchtum werden Kirsch-, Apfel-, Birken-, Haselnuss-, Rosskastanien-, Pflaumen-, Weiden-, Holunder-, Rotdorn- oder Forsythienzweige zur Treiberei verwendet. Sie sollen bis zum Heiligen Abend blühen und zum Weihnachtsfest die Wohnung schmücken. 

## Brauchtum
Der Brauch geht auf eine Überlieferung von der Heiligen Barbara zurück, nach der sie auf dem Weg in das Gefängnis mit ihrem Gewand an einem Zweig hängenblieb. Sie stellte den abgebrochenen Zweig in ein Gefäß mit Wasser, und er blühte genau an dem Tag, an dem sie das Martyrium erlitt.
Nach regionalem Volksglauben bringt das Aufblühen der Barbarazweige Glück im kommenden Jahr. Teilweise ist es Brauch, dass die jungen Mädchen jedem einzelnen Zweig den Namen eines Verehrers zuweisen. Der Zweig, der zuerst blüht, soll auf den zukünftigen Bräutigam hinweisen. Barbarazweige waren aber auch Grundlage anderer Orakel, wie Ernteorakel, wo die Blütenanzahl die Erntegröße zeigte, oder auch zur Vorhersage von Lottozahlen fanden sie Anwendung. Dieser Brauch hat seine Analogien in vielen Kulturen („Lebensrute“) und zählt somit zu den vielen Orakelbräuchen. Schriftlich nachgewiesen ist der Barbarabaum seit dem 13. Jahrhundert.
Eine Bauernregel besagt: „Knospen an St. Barbara, sind zum Christfest Blüten da.“

## Barbarabaum
Eine Sonderform des Barbarazweiges ist das Brauchtum des Aufstellens eines Barbarabaums, regional auch Weihnachtsmaien genannt. Bei einem Barbarabaum werden ganze Äste oder gröbere Zweige von Obstgehölzen, teils auch Kastanie, Birke und Vogelbeere, verwendet, die reich mit vergoldeten Nüssen und Äpfeln, später auch mit gläsernem Christbaumschmuck behängt wurden. Die Bezeichnung Barbarabaum leitet sich dabei von der Sitte ab, diese Äste einige Tage vor dem Gedenktag der hl. Barbara – einige Quellen erwähnen den Andreastag – zu schneiden und am Barbaratag in die warme Stube zu stellen, sodass die Zweige am Weihnachtsfest erblühten. Ein solcher Barbarabaum konnte die gesamte Wand eines Zimmers oder einen ganzen Winkel der Stube einnehmen. Im 18. Jahrhundert ließ wegen des Überhandnehmens des Plünderns von Obstbäumen der Bayreuther Markgraf das Aufstellen von Barbarabäumen verbieten.